# UnitedHealthcare Pro Cycling Team
A UnitedHealthcare Pro Cycling Team (UCI csapatkód: UHC) egy amerikai profi kerékpárcsapat. Jelenleg profi kontinentális besorolással rendelkezik.

## Keret (2012)
2012. január 30-ai állapot:
|         | Név               | Születésnap                   |
| ------- | ----------------- | ----------------------------- |
| AUS     | Hilton Clarke     | 1979. július 11. (45 éves)    |
| AUS     | Jonathan Clarke   | 1984. december 18. (40 éves)  |
| AUS     | Ben Day           | 1978. december 11. (46 éves)  |
| Curaçao | Marc De Maar      | 1984. február 15. (41 éves)   |
| IRL     | Philip Deignan    | 1983. szeptember 7. (41 éves) |
| GER     | Robert Förster    | 1978. január 27. (47 éves)    |
| ITA     | Davide Frattini   | 1978. augusztus 6. (46 éves)  |
| USA     | Adrian Hegevary   | 1984. január 15. (41 éves)    |
| USA     | Christopher Jones | 1979. augusztus 6. (45 éves)  |

|     | Név                | Születésnap                   |
| --- | ------------------ | ----------------------------- |
| USA | Jake Keough        | 1987. június 18. (37 éves)    |
| USA | Jeff Louder        | 1977. december 8. (47 éves)   |
| USA | Jason McCartney    | 1973. szeptember 3. (51 éves) |
| AUS | Karl Menzies       | 1977. június 17. (47 éves)    |
| NED | Kai Reus           | 1985. március 11. (40 éves)   |
| AUS | Rory Sutherland    | 1982. február 8. (43 éves)    |
| RSA | Jay Robert Thomson | 1986. április 12. (38 éves)   |
| NED | Boy Van Poppel     | 1988. január 18. (37 éves)    |
| USA | Bradley White      | 1982. január 15. (43 éves)    |

## Külső hivatkozások
Hivatalos oldal